# János Arany

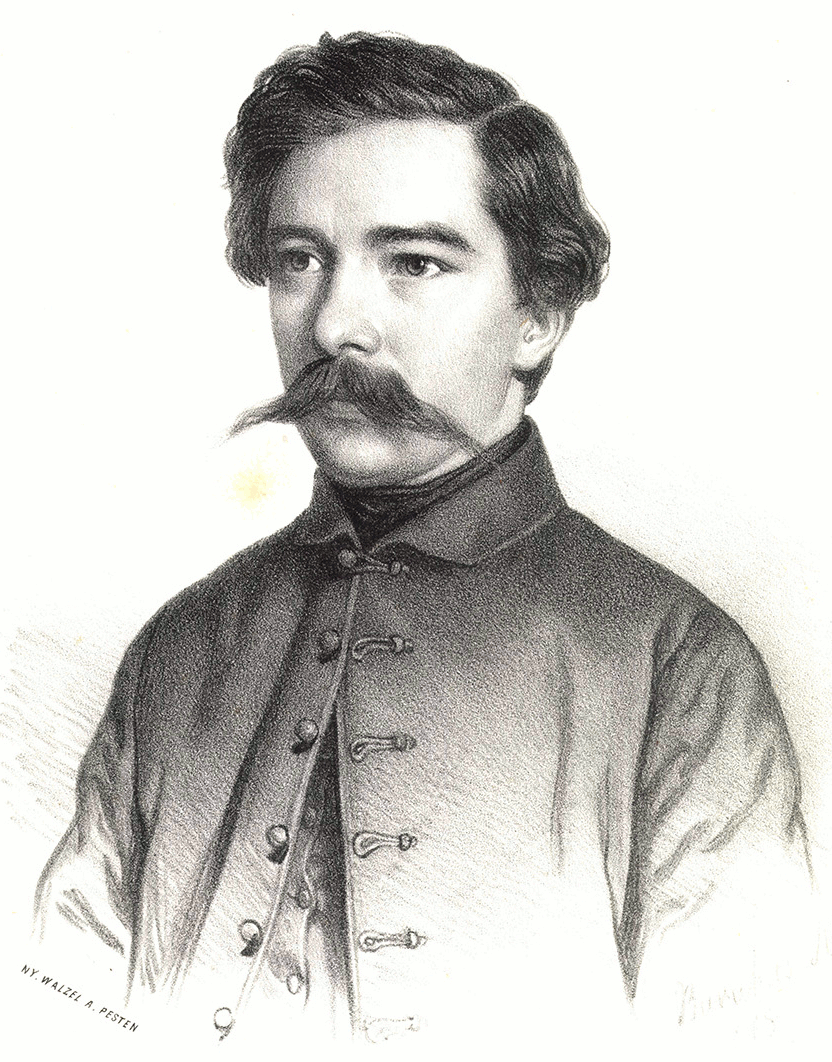
János Arany

János Arany, född 2 mars 1817 i Nagyszalonta, död 22 oktober 1882 i Budapest, var en ungersk skald, journalist och översättare.

## Biografi
Arany var jämte Sándor Petőfi Ungerns största diktare på 1800-talet. Hans huvudverk, den nationalfolkliga trilogin om riddaren Toldi (1847), som är den folkliga realismens klassiska verk i ungersk litteratur, bygger på gamla sägner och historiska fakta, men är samtidigt ett tidsaktuellt uttryck för bondeståndets strävan efter friare och bättre livsvillkor. Med sin diktning deltog Arany i revolutionen 1848–1849. Senare skrev han en rad ballader, och dessutom kritiska verk och avhandlingar. Han utmärkte sig också genom sina översättningar av Aristofanes och Shakespeare. Hans dikter är översatta till många språk. Från 1865 var han generalsekreterare i Ungerska vetenskapsakademin.